# Ariranha do Ivaí
Ariranha do Ivaí é um município brasileiro do estado do Paraná. Sua população estimada em 2019 era de 2.108 habitantes.

## Etimologia
A denominação é de origem geográfica, em referência ao Ribeirão Ariranha. O nome desse advém da existência de muitas ariranhas em seu leito, também conhecidas por onça d'água. A localidade foi anteriormente conhecida como Arroio Bonito.

## História
A localidade surgiu a partir da Fazenda de Ubá, que estava situada onde hoje é o município. Em 1960, através da Lei Estadual n°5.671, foi criado o distrito de Ariranha, pertencente ao município de Ivaiporã. Com o aumento da população a Companhia Ubá, também colonizadora, fez o loteamento do atual assentamento urbano. Criado através da Lei Estadual n° 11.257 de 21 de dezembro de 1995, foi criado o município de Ariranha do Ivaí, emancipado de Ivaiporã. A instalação oficial ocorreu no dia 1 de janeiro de 1997.

## Geografia
Possui uma área de 241 km² representando 0,1207 % do estado, 0,0427 % da região e 0,0028 % de todo o território brasileiro. Localiza-se a uma latitude 24°23'09" sul e a uma longitude 51°35'06" oeste, estando a uma altitude de 700 metros na sede.

### Demografia
De acordo com a estimativa de 2019, o município possui 2.108 habitantes. O Índice de Desenvolvimento Humano é de 0,688, considerado médio.

## Infraestrutura

### Transporte
O município está servido apenas por uma rodovia, a BR-466. Todavia, essa tem seu trajeto apenas na área rural do município, com o acesso dessa para com a cidade feito por uma estrada pavimentada.